# Enicospilus vacuus
Enicospilus vacuus là một loài tò vò trong họ Ichneumonidae.